# Roger De Vlaeminck
Roger De Vlaeminck (Eeklo, 24 agosto 1947) è un ex ciclista su strada, pistard e ciclocrossista belga.
Corridore completo, capace di vincere in volata, con scatti da finisseur e con attacchi in salita, è considerato uno dei principali interpreti di sempre nelle corse in linea di un giorno.
Professionista su strada dal 1969 al 1984, seppe imporsi in tutte e cinque le classiche "monumento", Milano-Sanremo (1973, 1978 e 1979), Giro delle Fiandre (1977), Parigi-Roubaix (1972, 1974, 1975 e 1977), Liegi-Bastogne-Liegi (1970) e Giro di Lombardia (1974 e 1976), primato questo che condivide con i connazionali Rik Van Looy ed Eddy Merckx. Di Merckx fu contemporaneo, diventandone il principale rivale per le classiche ma non riuscendo mai a impensierirlo nelle grandi gare a tappe. Vinse comunque in totale 259 corse su strada, tra cui ventidue frazioni al Giro d'Italia, sei Tirreno-Adriatico, numerose altre gare di un giorno e un centinaio di criterium, e fu medaglia d'argento ai campionati del mondo professionisti nel 1975. Molto attivo anche nel ciclocross (come pure il fratello maggiore Eric De Vlaeminck), si laureò campione del mondo di specialità tra i dilettanti nel 1968 e tra i professionisti nel 1975.
Soprannominato "il Gitano di Eeklo", viene ricordato anche con il soprannome di Monsieur Roubaix per le già citate quattro vittorie nella classica del pavé, accompagnate da quattro secondi posti (1970, 1978, 1979 e 1981) e un terzo (1976).

## Carriera

### 1967-1969: il dilettantismo e gli esordi tra ipro
Già da dilettante Roger De Vlaeminck ottenne importanti risultati sia su strada che nel cross. Nel 1968 si aggiudicò la classifica generale del Giro del Belgio e due tappe al Tour de l'Avenir, il titolo belga e il titolo mondiale dilettanti di cross; partecipò inoltre alla corsa in linea dei Giochi olimpici di Città del Messico, concludendo diciottesimo. Nel 1969 bissò il titolo nazionale nel cross, e conquistò la piazza d'onore al campionato del mondo di specialità, preceduto dal solo René Declercq dopo una sbandata all'ultima curva.
Dopo l'argento mondiale passò subito professionista con il team Flandria-De Clerck: il 1º marzo – a sei giorni dalla gara iridata di cross – esordì su strada alla Omloop Het Volk, riuscendo subito a vincere. Al primo anno da professionista si mise in luce anche in altre classiche: chiuse secondo alla Milano-Sanremo, preceduto dal solo Eddy Merckx per 12", e a seguire quinto alla Parigi-Roubaix, secondo alla Gand-Wevelgem, dietro a Willy Vekemans ma davanti al fratello Eric, sesto alla Freccia Vallone e terzo al Campionato di Zurigo. Si aggiudicò quindi il titolo nazionale su strada e affrontò il Tour de France, nell'anno della prima vittoria del connazionale Merckx, senza però fortuna (si ritirò dopo dieci tappe).

### 1970-1971: le prime vittorie nelle classiche
Nel 1970, ancora in maglia Flandria, fece sua la prestigiosa Liegi-Bastogne-Liegi, cogliendo il primo di undici trionfi nelle classiche "monumento": nell'occasione staccò i cinque compagni di fuga (Merckx, Frans Verbeeck, Georges Pintens, Herman Van Springel e il fratello Eric) in vista del velodromo di Rocourt, e sul traguardo precedette di 12" proprio Verbeeck e Merckx. In primavera vinse anche la Kuurne-Bruxelles-Kuurne e lo Scheldeprijs, si classificò inoltre secondo alla Parigi-Roubaix – vinse Merckx con ben 5'21" di vantaggio – e alla Harelbeke-Anversa-Harelbeke, e quarto ai campionati del mondo di cross. Nel prosieguo di stagione si aggiudicò una tappa al Circuit des Six Provinces e una, quella con arrivo a Valenciennes, al Tour de France; fu poi undicesimo ai campionati del mondo su strada, vinti dal connazionale Jean-Pierre Monseré, e quinto alla Parigi-Tours.
L'anno dopo, sempre tra le file della Flandria, vinse due tappe alla Vuelta a Andalucía, la Kuurne-Bruxelles-Kuurne e la Harelbeke-Anversa-Harelbeke, e chiuse secondo alla Gand-Wevelgem. Il 22 aprile conquistò quindi la Freccia Vallone, andando a riprendere e superare in vista del traguardo il connazionale Joseph Deschoenmaecker, in fuga da 160 km. Si aggiudicò poi una tappa e la classifica finale della Quatre Jours de Dunkerque, e una tappa e la graduatoria a punti del Tour de Suisse. In stagione, con il successo nella Sei giorni di Gand in coppia con Patrick Sercu, colse anche la prima vittoria di rilievo su pista.

### 1972-1974: le prime due Roubaix, la Sanremo e il Lombardia
Per la stagione 1972 De Vlaeminck lasciò la Flandria e si trasferì in Italia per gareggiare con la Dreher, la squadra diretta da Franco Cribiori. In primavera vinse una tappa al Giro di Sardegna, la Milano-Torino e due tappe e la classifica finale della Tirreno-Adriatico (che si aggiudicherà poi per altre cinque volte consecutive), aggiudicandosi quindi per la prima volta la Parigi-Roubaix: in quella gara, caratterizzata da vento e pioggia, allungò sul gruppetto di cui faceva parte a 23 km dall'arrivo, riprese il fuggitivo Willy Van Malderghem, lo staccò e vinse con quasi due minuti di vantaggio sui primi inseguitori. Tra maggio e giugno fece il suo debutto al Giro d'Italia: in quella "Corsa rosa" vinse quattro tappe e la maglia ciclamino della classifica a punti, e chiuse al settimo posto della generale. Nella seconda parte di stagione fece suoi il Gran Premio Città di Camaiore e la Coppa Placci.
Nel 1973 seguì Cribiori nella nuova formazione Brooklyn. In primavera ottenne, al solito, numerosi risultati di prestigio: vinse il Grand Prix de Monaco, due tappe al Giro di Sardegna, una frazione e la classifica finale della Tirreno-Adriatico, si piazzò secondo al Trofeo Laigueglia e all'Omloop Het Volk, terzo alla Milano-Torino e infine, il 19 marzo, conquistò la sua prima Milano-Sanremo. In quella gara, dopo essere rimasto a lungo in gruppo, andò all'attacco sul Poggio insieme a Wilmo Francioni; anticipò poi il ricongiungimento solitario di Felice Gimondi con un attacco da finisseur nel finale e si impose così con 2" su Francioni, 4 su Gimondi e 6 sul gruppo. Dopo il successo nel Giro di Toscana, si ripresentò al Giro d'Italia vincendo tre tappe e concludendo secondo nella classifica a punti. Tra estate e autunno vinse quindi il Trofeo Matteotti e si piazzò secondo alla Parigi-Tours, battuto da Herman Van Springel, e terzo al Giro di Lombardia (poi secondo per la squalifica del vincitore Eddy Merckx).
Nel 1974 De Vlaeminck si aggiudicò per la seconda volta la Milano-Torino e per la terza la Tirreno-Adriatico, oltre a piazzarsi secondo ai campionati del mondo di cross. Alla Milano-Sanremo invece, pur partendo con i favori del pronostico, si classificò "solo" terzo – a quasi due minuti dal vincitore Gimondi – dopo aver tentato invano l'attacco sul Capo Berta. In quella stessa primavera, dopo la vittoria al Giro di Sicilia e il terzo posto alla Gand-Wevelgem, si aggiudicò la sua seconda Parigi-Roubaix. Nell'occasione riuscì a raggiungere il debuttante Francesco Moser, andato in avanscoperta a 29 km dall'arrivo, e quindi, complice una scivolata dello stesso Moser, a staccarlo: al traguardo lo precedette di 57". A seguire si classificò secondo alla Freccia Vallone (alle spalle del solo Verbeeck) e primo alla Coppa Placci, prese poi parte al Giro d'Italia aggiudicandosi la tappa di Sapri e vincendo, come nel 1972, la maglia ciclamino della graduatoria a punti. Tra settembre e ottobre colse infine altri risultati di rilievo: vinse infatti il Giro del Veneto, fu secondo alla Parigi-Bruxelles e al Giro dell'Emilia, e quindi, il 12 ottobre, conquistò il suo primo Giro di Lombardia. La "Classica delle foglie morte" di quell'anno si risolse con uno sprint a quattro che, sulla pista dello Stadio Sinigaglia di Como, vide De Vlaeminck prevalere in volata su Eddy Merckx, Costantino Conti e Giuseppe Perletto.

### 1975-1977: le altre due Roubaix e l'argento mondiale su strada

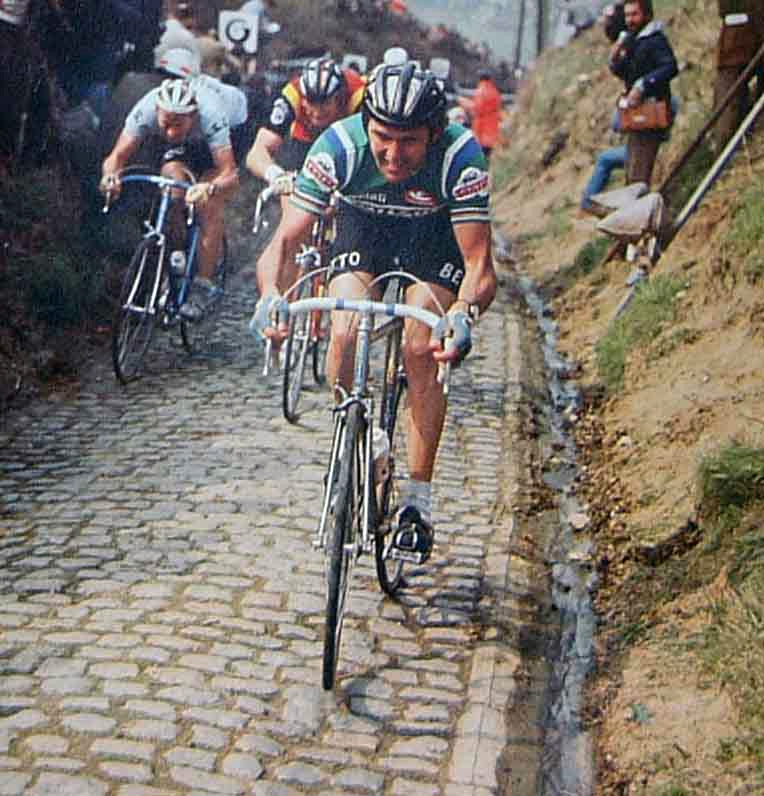
Roger De Vlaeminck mentre scala il Koppenberg, al Giro delle Fiandre

Reduce dal trionfo al Lombardia, De Vlaeminck aprì la stagione 1975 con tre successi di tappa al Giro di Sardegna e altrettanti, con annessa vittoria finale, alla Tirreno-Adriatico, nonché, in quel di Melchnau, Svizzera, con il suo primo titolo mondiale professionisti di ciclocross. In aprile fece invece sua per la terza volta la Parigi-Roubaix. La corsa si risolse con uno sprint a quattro tra De Vlaeminck e i compagni di fuga e connazionali Eddy Merckx, André Dierickx e Marc Demeyer: Merckx lanciò la volata lunga, De Vlaeminck a ruota non ebbe difficoltà a passarlo e a vincere. Dopo aver vinto anche il Campionato di Zurigo, si presentò ancora al via del Giro d'Italia. Pur non avendo mai raggiunto la massima competitività nelle grandi corse a tappe – faticava infatti sulle grandi montagne – nella "Corsa rosa" di quell'anno si classificò al quarto posto, a 7'39" dal vincitore Fausto Bertoglio e a poco più di un minuto dal terzo posto di Felice Gimondi, avendo però perso quasi quattro minuti solo nella terza frazione, quella con arrivo a Prati di Tivo; vinse inoltre sette tappe (sulle 22 conquistate in carriera al Giro), anche su percorsi a lui non congeniali come nella frazione dolomitica con arrivo ad Alleghe e fece sua per la terza volta la classifica a punti. Dopo quel Giro prese parte al Tour de Suisse, imponendosi in sei delle undici frazioni; nella graduatoria finale, dopo aver vestito dal primo all'ultimo giorno la maglia di leader, precedette Merckx di 55". Nella seconda parte di stagione corse i campionati del mondo su strada di Yvoir, in Belgio, cogliendo il secondo posto (miglior piazzamento iridato per lui), alle spalle dell'olandese Hennie Kuiper, scattato all'ultimo giro, protetto dai connazionali Joop Zoetemelk e Gerrie Knetemann a rompere i cambi e giunto al traguardo in solitaria con 17" sugli inseguitori. Dopo il mondiale De Vlaeminck fu quindi terzo alla Milano-Torino, e poi vincitore del Giro del Lazio e della Coppa Agostoni. Concluse la stagione con 58 successi all'attivo tra gare su strada, criterium e ciclocross, un record.
Nel 1976, sempre in maglia Brooklyn e sotto la direzione di Cribiori, De Vlaeminck si aggiudicò due tappe e la vittoria finale al Giro di Sardegna, la Sassari-Cagliari e tre frazioni e il successo finale, il quinto, alla Tirreno-Adriatico. La campagna delle classiche, però, non portò alcuna vittoria al suo palmarès: tra i migliori piazzamenti di De Vlaeminck in quella primavera spiccano l'ottavo posto alla Milano-Sanremo (vinta per la settima volta da Merckx), il quarto al Giro delle Fiandre e il terzo alla Parigi-Roubaix, nella quale venne preceduto in una volata ristretta da Marc Demeyer e Francesco Moser. Tra maggio e giugno partecipò ancora al Giro d'Italia, cogliendo quattro successi di tappa e vestendo per tre giorni la prestigiosa maglia rosa di leader della generale. La seconda parte di annata fu un crescendo: De Vlaeminck si piazzò infatti secondo al Grote Scheldeprijs e alla Tre Valli Varesine, fece quindi suoi il Giro del Lazio, tre tappe alla Vuelta a Catalunya e il Gran Premio di Montelupo, e infine chiuse la stagione con le vittorie consecutive alla Coppa Agostoni, al Giro dell'Emilia e, soprattutto, al Giro di Lombardia. In quella "Classica d'autunno" il fiammingo fu abile a seguire l'attacco di Bernard Thévenet sul Passo d'Intelvi: la successiva fuga a cinque che giunse al traguardo di Como venne regolata allo sprint proprio da De Vlaeminck (al bis dopo il trionfo del 1974) su Thévenet, Wladimiro Panizza, Joop Zoetemelk e Raymond Poulidor.
Nella primavera del 1977 De Vlaeminck fece sua per la sesta e ultima volta la Tirreno-Adriatico, e nella successiva Milano-Sanremo ottenne la piazza d'onore, preceduto per 3" dall'olandese Jan Raas, scattato in solitaria a 800 m dallo scollinamento del Poggio. In aprile si aggiudicò prima il Giro delle Fiandre, unica classica monumento che mancava al suo palmarès, e quindi, per la quarta volta, un record assoluto, la Parigi-Roubaix. Lo svolgimento del Fiandre fu particolare: De Vlaeminck e l'iridato Freddy Maertens dominarono la corsa, ripresero il fuggitivo Merckx sul Koppenberg, lo staccarono e si avviarono in coppia verso il traguardo. A un tratto Maertens forò, ma invece di attendere l'ammiraglia prese una bicicletta dal pubblico, venendo per questo poco dopo squalificato. Nonostante l'avviso Maertens continuò la gara e "scortò" De Vlaeminck fino a pochi metri dall'arrivo, quando si rialzò lasciandolo vincere. Diverso fu lo svolgimento della Roubaix: rimasto in un gruppo di 22 corridori, De Vlaeminck andò all'attacco a poco meno di 30 km dal traguardo, staccando tutti gli avversari e giungendo all'arrivo con 1'30" di vantaggio sul secondo classificato, Willy Teirlinck. Nel prosieguo di stagione l'ormai Monsieur Roubaix si piazzò quarto alla Liegi-Bastogne-Liegi (vinta da un giovane Bernard Hinault), secondo al Giro di Toscana, primo al Giro del Piemonte, quarto alla Parigi-Bruxelles e secondo al Giro del Veneto.

### 1978-1979: il bis-tris alla Milano-Sanremo
Nel 1978, dopo l'addio al ciclismo della Brooklyn, De Vlaeminck lasciò il gruppo di Cribiori per passare, insieme a sei gregari, tra le file della Sanson-Columbus, squadra diretta da Waldemaro Bartolozzi e capitanata dal campione del mondo in carica Francesco Moser. In apertura di stagione si aggiudicò due tappe al Giro di Sardegna e la Sassari-Cagliari, poi, il 18 marzo, fece sua per la seconda volta la "Classicissima" di primavera, la Milano-Sanremo. Partito al contrattacco con Yves Hézard per rispondere all'allungo portato ai meno 20 da Alessio Antonini e da un giovane Giuseppe Saronni, De Vlaeminck batté in una volata a tre (Hézard era rimasto attardato sulla discesa del Poggio) proprio Saronni e Antonini nell'ordine. In aprile, dopo il sesto posto alla Gand-Wevelgem, chiuse secondo alla Parigi-Roubaix. In quella corsa, tenutasi sotto la pioggia, dovette arrendersi a Moser, scattato sul settore di pavé di Wannehain e vincitore in solitaria; coprì comunque la fuga del compagno e batté Maertens e Raas nello sprint per la piazza d'onore, completando la doppietta Sanson. Nel prosieguo di stagione partecipò al Giro d'Italia, senza però ottenere successi, ai campionati del mondo del Nürburgring (chiuse decimo) e a diverse corse in linea del calendario italiano, aggiudicandosi il Giro del Friuli e piazzandosi terzo al Giro del Lazio.
Nel 1979, dopo solo un anno di "convivenza" con Moser, De Vlaeminck lasciò la Sanson e si accasò alla rivale – almeno nel settore dei gelati industriali – Gis Gelati, formazione abruzzese diretta da Piero Pieroni. In primavera, dopo essersi imposto in una frazione del Giro del Trentino, all'Omloop Het Volk (a dieci anni dalla vittoria all'esordio da pro) e in una tappa della Tirreno-Adriatico, conquistò la sua terza Milano-Sanremo. La gara, nonostante i numerosi attacchi portati nel finale da Raas, Saronni e Mario Beccia (quest'ultimo ripreso in vista del traguardo), si risolse con una volata a quindici che vide prevalere ancora De Vlaeminck su Saronni, Knut Knudsen e Moser. In aprile il "Gitano" ottenne il secondo posto alla Gand-Wevelgem, battuto in volata da Moser, e quindi un altro secondo posto alla Parigi-Roubaix: come l'anno prima dovette accontentarsi di vincere la volata dei battuti, preceduto di 40" da un Moser ancora trionfatore in solitaria. Dopo la campagna delle classiche vinse tre tappe e la classifica finale del Giro di Puglia, la Milano-Vignola e due frazioni alla Quatre Jours de Dunkerque. In maggio si aggiudicò tre tappe al Giro d'Italia, portando definitivamente a ventidue il bilancio dei suoi successi parziali nella "Corsa rosa": dopo Merckx, fermo a quota 25, è tuttora il secondo straniero per numero di tappe vinte al Giro. Nella seconda parte di annata non colse invece vittorie.

### 1980-1984: le ultime stagioni su strada
Nella stagione 1980, dopo otto anni, De Vlaeminck lasciò l'Italia per trasferirsi tra le file della Boule d'Or-Studio Casa, la formazione dello storico direttore sportivo di Merckx, Guillaume Driessens. Iniziò la primavera, al solito, raccogliendo numerosi successi: tre tappe e la classifica generale della Vuelta a Mallorca già in gennaio, poi la Sei giorni di Anversa su pista, il Trofeo Laigueglia, quattro frazioni al Giro di Sardegna e due alla Tirreno-Adriatico. Sempre in marzo concluse quinto alla Milano-Sanremo, nella volata di gruppo vinta da Pierino Gavazzi, e quarto al Giro delle Fiandre, regolando il gruppetto dei primi inseguitori; dovette invece ritirarsi, per una caduta (in precedenza aveva anche forato), alla Parigi-Roubaix. Dopo aver ottenuto alcuni piazzamenti al Giro del Belgio e vinto una tappa alla Quatre Jours de Dunkerque, nella seconda metà di stagione fece sue due frazioni al Deutschland Tour e si classificò settimo ai campionati del mondo di Sallanches (solo quindici atleti conclusero quella prova iridata).
Nel 1981 passò alla DAF Trucks-Côte d'Or, squadra diretta dall'ex ciclista Fred De Bruyne, andando ad affiancare Hennie Kuiper come capitano. A inizio stagione, dopo alcuni piazzamenti in linea e due vittorie di tappa alla Parigi-Nizza, si classificò secondo alla Milano-Sanremo, aggiudicandosi la volata dei battuti: a trionfare fu però il connazionale Fons De Wolf, scattato sull'ascesa del Poggio e giunto all'arrivo con 11" sul gruppo. De Vlaeminck ottenne risultati positivi anche nelle successive classiche del nord: quarto al Gran Premio E3 di Harelbeke, primo alla Freccia del Brabante, secondo all'Amstel Gold Race (battuto in volata dal campione del mondo Bernard Hinault), sesto al Giro delle Fiandre, secondo alla Gand-Wevelgem (superato in volata da Jan Raas) e infine ancora secondo nella "sua" corsa, la Parigi-Roubaix. Come già all'Amstel, anche nella Roubaix di quell'anno il "Gitano" dovette arrendersi, in uno sprint a sei, all'iridato Hinault; sarà quello l'ultimo dei suoi nove podi in dodici anni all'"Inferno del Nord". De Vlaeminck tornò comunque al successo in giugno, vincendo prima due frazioni al Tour de Suisse e poi il titolo nazionale professionisti su strada, il secondo per lui dopo quello del 1969; nel finale di stagione fece sua anche la Parigi-Bruxelles.

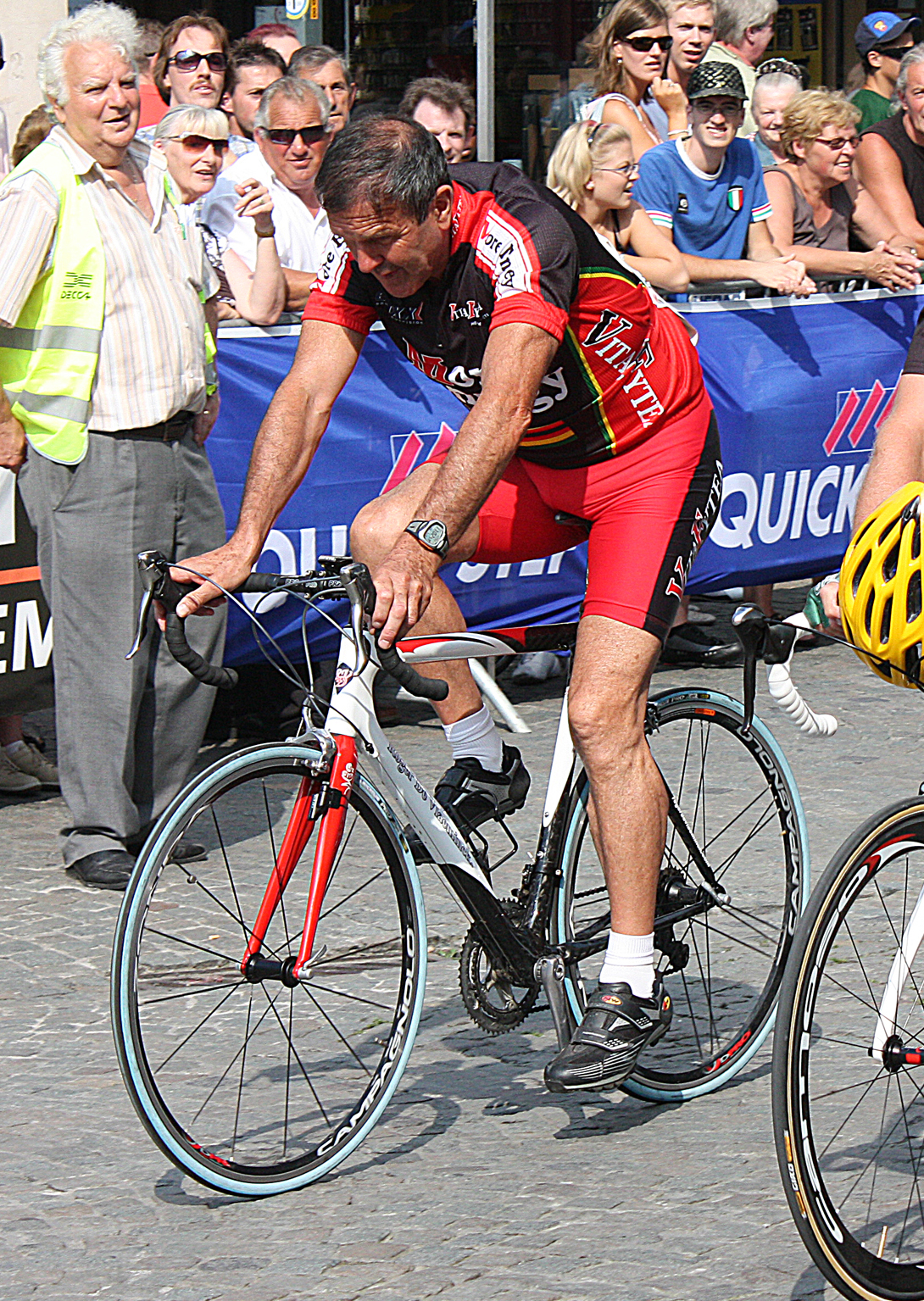
Roger De Vlaeminck al Criterium di Aalst nel 2008

Nella stagione seguente, ormai in parabola discendente, De Vlaeminck non ottenne vittorie su strada, eccetto che in due criterium: durante quel 1982 colse infatti solo tre podi di tappa alla Parigi-Nizza, il secondo posto al Gran Premio E3 (battuto dal solo Jan Bogaert), il settimo alla Liegi-Bastogne-Liegi e il sesto alla Parigi-Roubaix. Su pista conquistò invece la Sei giorni di Anversa in coppia con Patrick Sercu. Nel 1983 venne messo sotto contratto dalla piccola formazione lussemburghese Gios-Clément, ma ancora non colse alcun risultato di rilievo; all'inizio dell'anno seguente, dopo aver inizialmente annunciato il ritiro, rientrò tra le file della Gis Gelati-Tuc Lu, la squadra di Francesco Moser. Tornò alla vittoria su strada proprio nella primavera del 1984, aggiudicandosi una tappa alla Settimana Ciclistica Internazionale e il Giro di Campania; tra maggio e giugno partecipò inoltre alla sua prima Vuelta a España – colse alcuni podi di tappa e la vittoria nella frazione con arrivo a Saragozza – e al Giro d'Italia, poi vinto proprio da Moser, ottenendo due secondi posti. Al termine della stagione si ritirò dalle corse professionistiche. In totale su strada si era fin lì aggiudicato 11 classifiche di corse a tappe e 92 frazioni, 50 corse in linea, 2 corse a cronometro e 105 criterium.

### 1986-2000: il rientro nel cross e gli anni da DS
Dopo quasi due anni di inattività, nell'ottobre 1986 tornò al professionismo (sponsorizzato dalla Eddy Merckx Cycles) per continuare a gareggiare nel ciclocross. Nel maggio 1987 venne messo sotto contratto dalla Hitachi-Marc per le gare di cross, ritornò poi al marchio Eddy Merckx all'inizio del 1988; non ottenne comunque più successi, e concluse definitivamente la carriera agonistica il 15 febbraio 1988, a quarant'anni di età.
Rimasto nel mondo del ciclismo, nelle stagioni successive fu direttore sportivo presso alcuni team professionistici belgi: Hitachi nel 1988 e nel 1989, a fianco di Albert De Kimpe (diresse anche gli "anziani" Claude Criquielion e Jean-Luc Vandenbroucke), Isoglass-Garden Wood nel 1990, Tonton Tapis-GB-Corona nel 1991, GB-MG Maglificio nel 1992 affiancando Patrick Lefevere, quindi Collstrop nel biennio 1994-1995 – ritrovando Luc Landuyt, con cui già aveva collaborato alla Hitachi e all'Isoglass – e Palmans tra 1996 e 2000.
In carriera tra i professionisti ottenne 255 vittorie, che lo rendono il quinto ciclista più vincente di sempre.

## Palmarès

### Strada
- 1967 (dilettanti)

4ª tappa Giro del Belgio dilettanti
Omloop van de Grensstreek
4ª tappa Tour de la Province de Namur (Couvin > Andenne)
- 1968 (dilettanti)

Flèche Ardennaise
Wavre-Liegi
8ª tappa Giro del Belgio (Leopoldsburg > Kontich)
Classifica generale Giro del Belgio
10ª tappa, 1ª semitappa Tour de l'Avenir (Forbach > Champigneulles)
10ª tappa, 2ª semitappa Tour de l'Avenir (Champigneulles > Nancy)
- 1969 (Flandria-De Clerck, sei vittorie)

Omloop Het Volk
3ª tappa Giro del Belgio (Gand > Ostenda)
Omloop Schelde-Durme
Bruxelles-Ingooigem
Campionati belgi, Prova in linea Professionisti
Grand Prix Baden-Baden (cronometro, con Herman Van Springel)
- 1970 (Flandria-Mars, sette vittorie)

Kuurne-Bruxelles-Kuurne
Liegi-Bastogne-Liegi
3ª tappa Critérium du Dauphiné (Lione > Sallanches)
6ª tappa Tour de France (Amiens > Valenciennes)
Grote Scheldeprijs
Druivenkoers
Omloop van het Houtland
- 1971 (Flandria-Mars, tredici vittorie)

Prologo Vuelta a Andalucía (Malaga, cronometro)
4ª tappa Vuelta a Andalucía (Jerez de la Frontera > Ronda)
Kuurne-Bruxelles-Kuurne
Omloop van het Zuidwesten
E3 Prijs Harelbeke
Freccia Vallone
2ª tappa Quatre Jours de Dunkerque (Cambrai > San Quintino)
Classifica generale Quatre Jours de Dunkerque
Omloop van de Westkust
3ª tappa Tour de Suisse (Walenstadt > Lenzerheide)
Ronde de Seignelay
1ª tappa Tour de la Nouvelle-France (Montréal > Drummondville)
4ª tappa Tour de la Nouvelle-France (Trois-Rivières > Joliette)
- 1972 (Dreher, tredici vittorie)

1ª tappa Giro di Sardegna (Roma > Civitavecchia)
Milano-Torino
4ª tappa Tirreno-Adriatico (Alba Adriatica > Civitanova Marche)
5ª tappa, 2ª semitappa Tirreno-Adriatico (Circuito San Benedetto del Tronto)
Classifica generale Tirreno-Adriatico
Parigi-Roubaix
7ª tappa Giro d'Italia (Montesano sulla Marcellana > Cosenza)
17ª tappa Giro d'Italia (Parabiago > Parabiago)
20ª tappa Giro d'italia (Solda > Asiago)
21ª tappa, 1ª semitappa Giro d'Italia (Asiago > Arco)
Gran Premio Città di Camaiore
Druivenkoers
Coppa Placci
- 1973 (Brooklyn, undici vittorie)

Grand Prix de Monaco
3ª tappa Giro di Sardegna (Macomer > Sant'Antioco)
5ª tappa Giro di Sardegna (Lanusei > Nuoro)
5ª tappa, 1ª semitappa Tirreno-Adriatico (Civitanova Marche > San Benedetto del Tronto)
Classifica generale Tirreno-Adriatico
Milano-Sanremo
Giro di Toscana
2ª tappa Giro d'Italia (Colonia > Lussemburgo)
11ª tappa Giro d'Italia (Lanciano > Benevento)
13ª tappa Giro d'Italia (Fiuggi Terme > Bolsena)
Trofeo Matteotti
- 1974 (Brooklyn, undici vittorie)

Milano-Torino
5ª tappa Tirreno-Adriatico (Circuito San Benedetto del Tronto, cronometro)
Classifica generale Tirreno-Adriatico
Giro di Sicilia
Parigi-Roubaix
Coppa Placci
2ª tappa Giro di Puglia (Ostuni > Manfredonia)
4ª tappa Giro d'Italia (Sorrento > Sapri)
Druivenkoers
Giro del Veneto
Giro di Lombardia
- 1975 (Brooklyn, ventisette vittorie)

1ª tappa Giro di Sardegna (Roma > Bracciano)
4ª tappa Giro di Sardegna (Palau > Nuoro)
5ª tappa, 1ª semitappa Giro di Sardegna (Monte Spada > Oristano)
2ª tappa, 1ª semitappa Tirreno-Adriatico (Frosinone > Frascati)
4ª tappa Tirreno-Adriatico (Tortoreto Lido > Civitanova Marche)
5ª tappa Tirreno-Adriatico (Circuito San Benedetto del Tronto, cronometro)
Classifica generale Tirreno-Adriatico
Trofeo Pantalica
Parigi-Roubaix
Meisterschaft von Zürich
4ª tappa Giro d'Italia (Teramo > Campobasso)
6ª tappa Giro d'Italia (Bari > Castrovillari)
7ª tappa, 2ª semitappa Giro d'Italia (Padula > Potenza)
10ª tappa Giro d'Italia (Frosinone > Tivoli)
11ª tappa Giro d'Italia (Roma > Orvieto)
18ª tappa Giro d'Italia (Brescia > Baselga di Pinè)
20ª tappa Giro d'Italia (Pordenone > Alleghe)
Prologo Tour de Suisse (Baden, cronometro)
1ª tappa Tour de Suisse (Baden > Frick)
3ª tappa Tour de Suisse (Oftringen > Murten)
5ª tappa Tour de Suisse (Täsch > Lugano)
9ª tappa Tour de Suisse (Frauenfeld > Affoltern am Albis)
10ª tappa Tour de Suisse (Affoltern am Albis, cronometro)
Classifica generale Tour de Suisse
Gran Premio Montelupo
Giro del Lazio
Coppa Agostoni
- 1976 (Brooklyn, ventitré vittorie)

1ª tappa, 2ª semitappa Giro di Sardegna (Sora > Avezzano)
5ª tappa Giro di Sardegna (Nuoro > Sassari)
Classifica generale Giro di Sardegna
Sassari-Cagliari
3ª tappa Tirreno-Adriatico (Subiaco > Tortoreto Lido)
4ª tappa Tirreno-Adriatico (Tortoreto > Civitanova Marche)
5ª tappa, 2ª semitappa Tirreno-Adriatico (Circuito San Benedetto del Tronto, cronometro)
Classifica generale Tirreno-Adriatico
3ª tappa Giro di Puglia (Castellana Grotte > Monte Sant'Angelo)
5ª tappa, 1ª semitappa Tour de Romandie (Neuchâtel > Friburgo)
2ª tappa Giro d'Italia (Siracusa > Caltanissetta)
5ª tappa Giro d'Italia (Reggio Calabria > Cosenza)
8ª tappa Giro d'Italia (Selva di Fasano > Lago Laceno)
16ª tappa Giro d'Italia (Castellamonte > Arosio)
Giro del Lazio
Prologo Volta Ciclista a Catalunya (Amposta, cronometro)
2ª tappa Volta Ciclista a Catalunya (Almacelles > Sort)
4ª tappa, 1ª semitappa Volta Ciclista a Catalunya (circuito de La Rambla, cronometro)
Gran Premio Montelupo
Giro dell'Emilia
Coppa Agostoni
Giro di Lombardia
- 1977 (Brooklyn, sei vittorie)

2ª tappa Tirreno-Adriatico (Cassino > Paglieta)
3ª tappa Tirreno-Adriatico (Paglieta > Colle San Giacomo)
Classifica generale Tirreno-Adriatico
Parigi-Roubaix
Giro delle Fiandre
Giro del Piemonte
- 1978 (Sanson-Columbus, sette vittorie)

1ª tappa Giro di Sardegna (Olbia > Olbia)
5ª tappa Giro di Sardegna (Santa Teresa di Gallura > Santa Teresa di Gallura)
Sassari-Cagliari
Milano-Sanremo
4ª tappa Giro di Puglia (Ostuni > Martina Franca)
Druivenkoers
Giro del Friuli
- 1979 (Gis Gelati, quattordici vittorie)

1ª tappa Giro del Trentino (Arco > Arco)
5ª tappa, 1ª semitappa Tirreno-Adriatico (Circuito San Benedetto del Tronto)
Omloop Het Volk
Milano-Sanremo
1ª tappa Giro di Puglia
2ª tappa Giro di Puglia (Lucera > Noci)
3ª tappa Giro di Puglia
Classifica generale Giro di Puglia
Milano-Vignola
4ª tappa, 1ª semitappa Quatre Jours de Dunkerque (Saint-Amand-les-Eaux > Villeneuve-d'Ascq)
5ª tappa, 2ª semitappa Quatre Jours de Dunkerque (Poperinge > Dunkerque)
2ª tappa Giro d'Italia (Perugia > Castel Gandolfo)
9ª tappa Giro d'Italia (San Marino > Pistoia)
12ª tappa Giro d'Italia (Alessandria > Saint-Vincent)
- 1980 (Boule d'Or-Studio Casa, quattordici vittorie)

Prologo Vuelta a Mallorca (Castillo de Bellver, cronometro)
1ª tappa Vuelta a Mallorca (Palma di Maiorca > Santa Maria)
4ª tappa Vuelta a Mallorca (Santa Maria > s'Arenal)
Classifica generale Vuelta a Mallorca
1ª tappa Giro di Sardegna (Alghero > Tempio Pausania)
2ª tappa, 1ª semitappa Giro di Sardegna (Tempio Pausania > Santa Teresa di Gallura)
4ª tappa Giro di Sardegna (Nuoro > Oristano)
5ª tappa Giro di Sardegna (Oristano > Calaverde/Pula)
Trofeo Laigueglia
1ª tappa Tirreno-Adriatico (Cerenova > Montecassino)
2ª tappa Tirreno-Adriatico (Montecassino > Subiaco)
1ª tappa Quatre Jours de Dunkerque (Dunkerque > Dunkerque)
1ª tappa Deutschland Tour (Bielefeld > Stadtlohn)
2ª tappa Deutschland Tour (Stadtlohn > Colonia)
- 1981 (DAF Trucks-Côte d'Or, otto vittorie)

Omloop van de Grensstreek
2ª tappa Parigi-Nizza (Château-Chinon (Ville) > Bourbon-Lancy)
4ª tappa Parigi-Nizza (Bollène > Miramas)
Freccia del Brabante
2ª tappa Tour de Suisse (Uster > Döttingen)
3ª tappa, 1ª semitappa Tour de Suisse (Döttingen > Soletta)
Campionati belgi, Prova in linea Professionisti
Parigi-Bruxelles
- 1984 (Gis Gelati-Tuc Lu, tre vittorie)

5ª tappa Settimana Ciclistica Internazionale (Bagheria > Cefalù)
Giro di Campania
8ª tappa Vuelta a España (Cardona > Saragozza)

#### Altri successi
- 1969 (Flandria-De Clerck)

Criterium di Baasrode
Criterium di De Panne
Criterium di Rijen
Criterium di Essenbeek
Criterium di Kortrijk
Criterium di Lokeren
Criterium di Sint-Niklaas
Criterium di Assebroek
Criterium di Eeklo
Criterium di Oostrozebeke
- 1970 (Flandria-Mars)

Criterium di De Panne
Criterium di Viane
Criterium di Aartrijke
Criterium di Schaarbeek
Criterium di Waarschoot
Criterium di Oostrozebeke
- 1971 (Flandria-Mars)

Criterium di Bellegem
Criterium di De Panne
Classifica scalatori Vuelta a Andalucía
Criterium di Tervuren
Classifica a punti Tour de Suisse
Criterium di Moorslede
Criterium di Willebroek
Criterium di Hyon
Criterium di Eeklo
- 1972 (Dreher)

Criterium di Baasrode
Criterium di Beausoleil
Halse Pijl (criterium)
Criterium di Poperinge
Classifica a punti Giro d'Italia
Criterium di Schinnen
Criterium di Bilzen
Criterium di Eeklo
Criterium di Mont-sur-Marchienne
Criterium di Sint-Laureins
- 1973 (Brooklyn)

Classifica scalatori Tirreno-Adriatico
Criterium di Olsene
Criterium di Humbeek
Criterium di Wavre
Criterium di Sinaai
Criterium di Neerheylissem
Criterium di Aalst
Criterium di Brustem
Criterium di Zingem
Criterium di Eeklo
Circuit de l'Aulne (criterium)
Criterium di Ayeneux
- 1974 (Brooklyn)

Criterium di Baasrode
1ª prova Cronostaffetta
Criterium di Molenbeek
Criterium di Peer
Classifica a punti Giro d'Italia
Criterium di Zomergem
Criterium di Jeumont
- 1975 (Brooklyn)

Criterium di Aalst
Criterium di Baasrode
Critérium des As
Criterium di Geraardsbergen
Criterium di Heusden-Destelbergen
Circuito di Larciano
Criterium di Neeroeteren
Circuito di Varignana
Criterium di Saint-Cloud
Criterium di Olsene
Circuito di Zambana di Trento
Classifica a punti Giro d'Italia
Classifica a punti Tour de Suisse
Classifica combinata Tour de Suisse
Circuito di Castelvetro
Criterium di Heusden-Zolder
Criterium di Humbeek
Criterium di Tienen
Criterium di Ninove
Criterium di Knokke-Heist
- 1976 (Brooklyn)

Criterium di Londerzeel
Classifica dei traguardi volanti Tirreno-Adriatico
Circuito di Pietra Ligure
Classifica a punti Tour de Romandie
Criterium di Linne
Criterium di Sint-Niklaas
Criterium di Knokke-Heist
- 1977 (Brooklyn)

Criterium di Oostduinkerke
Criterium di Kaprijke
Criterium di Valkenburg
- 1978 (Sanson-Columbus)

Classifica a punti Giro di Sardegna
Criterium di Bilzen
Criterium di Bornem
Criterium di Deerlijk
Criterium di Ploërdut
Criterium di Assenede
Criterium di Beernem
- 1979 (Gis Gelati)

Criterium di Londerzeel
Criterium di Sleidinge
Criterium di Mere
Criterium di Retie
Criterium di Drongen
Criterium di Beernem
- 1980 (Boule d'Or-Studio Casa)

Classifica a punti Giro di Sardegna
Criterium di Heusden-Destelbergen
Criterium di Leende
Criterium di Laarne
Profronde van Stiphout (criterium)
Criterium di Ronse
- 1981 (DAF Trucks-Côte d'Or)

Classifica a punti Parigi-Nizza
Profronde van Stiphout (criterium)
Criterium di Ulvenhout
Criterium di Koersel
Criterium di Beernem
- 1982 (DAF Trucks-TeVe Blad)

Criterium di Aalst
Criterium di De Panne
- 1984 (Gis Gelati-Tuc Lu)

Criterium di Sleidinge
Criterium di Tienen

### Ciclocross
- 1967-1968 (Dilettanti)

Campionati del mondo, Dilettanti
Campionati belgi, Dilettanti
- 1968-1969 (Dilettanti)

Campionati belgi, Dilettanti
- 1969-1970

Duinencross
- 1972-1973

Duinencross
- 1973-1974

Campionati belgi, Professionisti
- 1974-1975

Campionati belgi, Professionisti
Campionati del mondo, Professionisti
- 1977-1978

Campionati belgi, Professionisti

### Pista
- 1971

Sei giorni di Gand (con Patrick Sercu)
- 1972

Campionati belgi, Americana (con Patrick Sercu)
- 1980

Sei giorni di Anversa (con René Pijnen e Wilfried Peffgen)
- 1982

Sei giorni di Anversa (con Patrick Sercu)

## Piazzamenti

### Grandi Giri
- Giro d'Italia

1972: 7º
1973: 11º
1974: 11º
1975: 4º
1976: ritirato (19ª tappa)
1977: ritirato (4ª tappa)
1978: ritirato
1979: ritirato
1984: ritirato
- Tour de France

1969: ritirato (10ª tappa)
1970: ritirato (7ª tappa, 2ª semitappa)
1971: ritirato (11ª tappa)
- Vuelta a España

1984: ritirato

### Classiche monumento
- Milano-Sanremo

1969: 2º
1970: ritirato
1971: ritirato
1972: 12º
1973: vincitore
1974: 3º
1975: 31º
1976: 7º
1977: 2º
1978: vincitore
1979: vincitore
1980: 5º
1981: 2º
1982: 13º
1984: ritirato
- Giro delle Fiandre

1970: 13º
1971: 17º
1973: ritirato
1974: 30º
1975: 11º
1976: 4º
1977: vincitore
1978: 10º
1979: 12º
1980: 4º
1981: 6º
1982: 25º
- Parigi-Roubaix

1969: 5º
1970: 2º
1971: 7º
1972: vincitore
1973: 7º
1974: vincitore
1975: vincitore
1976: 3º
1977: vincitore
1978: 2º
1979: 2º
1980: ritirato
1981: 2º
1982: 6º
- Liegi-Bastogne-Liegi

1969: 22º
1970: vincitore
1974: 11º
1975: 8º
1977: 4º
1982: 7º
- Giro di Lombardia

1971: 8º
1972: ritirato
1973: 2º
1974: vincitore
1975: 4º
1976: vincitore
1977: 15º
1978: 15º
1979: 15º

### Competizioni mondiali
- Campionati del mondo su strada

Heerlen 1967 - In linea Dilettanti: 7º
Zolder 1969 - In linea Professionisti: 14º
Leicester 1970 - In linea Professionisti: 11º
Mendrisio 1971 - In linea Professionisti: 46º
Gap 1972 - In linea Professionisti: 12º
Barcellona 1973 - In linea Professionisti: 31º
Montréal 1974 - In linea Professionisti: ritirato
Yvoir 1975 - In linea Professionisti: 2º
San Cristóbal 1977 - In linea Professionisti: ritirato
Nürburgring 1978 - In linea Professionisti: 10º
Valkenburg 1979 - In linea Professionisti: 10º
Sallanches 1980 - In linea Professionisti: 7º
Praga 1981 - In linea Professionisti: ritirato
- Campionati del mondo di ciclocross

Lussemburgo 1968 - Dilettanti: vincitore
Magstadt 1969 - Dilettanti: 2º
Zolder 1970 - Professionisti: 4º
Bera 1974 - Professionisti: 2º
Melchnau 1975 - Professionisti: vincitore
- Campionati del mondo su pista

Amsterdam 1979 - Inseguimento individuale: 4º
- Giochi olimpici

Città del Messico 1968 - In linea: 18º

## Riconoscimenti
- Mendrisio d'Oro del Velo Club Mendrisio nel 1975